# Partito Nazionalsocialista Ungherese dei Contadini e degli Operai
Il Partito Nazionalsocialista Ungherese dei Contadini e degli Operai (in ungherese: Magyar Nemzeti Szocialista Földmunkás és Munkáspárt - MNSZFMP) è stato un partito politico fondato in Ungheria nel 1932 su iniziativa di Zoltán Meskó. La formazione divenne nota con la denominazione di Camicie verdi, in ragione dell'uniforme adottata dagli esponenti del partito.

## Storia
Il partito si affermò in seguito ad una scissione dal Partito dei Piccoli Proprietari Indipendenti. Si presentò alle elezioni parlamentari del 1939 ottenendo l'1% dei voti e tre seggi, ma contestò l'esito elettorale.
Sostenne il Reggente del Regno d'Ungheria, Miklós Horthy, e la legislazione antisemita del Primo ministro Kálmán Darányi. Il partito non riuscì a divenire un partito di massa e si dissolse dopo la seconda guerra mondiale.